# Ambrož Augustin Tauchman
Ambrož Augustin Tauchman, někdy též Ambrosius Augustin Tauchman či Tauchman, (17. února 1728 – 1809) byl varhanář pocházející z podkrkonošského Vrchlabí.

## Život
Pocházel z vrchlabského varhanářského rodu, ve kterém se stavbě těchto nástrojů věnovalo postupně generace před ním. Řemeslo se učil u svého otce Ambrože Stanislava. Mezi roky 1772 a 1775 působil ve Smržovce v Jizerských horách jako učitel. Zároveň se zde spolu se svým bratrem Františkem Tauchmanem a synem Josefem Štefanem Tauchmanem věnovali výrobě varhan. Jeho tvorba byla v místním kraji známá od šedesátých let 18. století. Poté přesídlil do Albrechtic v Jizerských horách.

## Dílo
Příklady Tauchmanem postavených varhan:
- Frýdlant, kostel Nalezení svatého Kříže (1746)[2]
- Smržovka, Kostel svatého Michaela archanděla (1762–1763)[4]
- Rychnov u Jablonce nad Nisou, kostel svatého Václava (1768)[4]
- Držkov, kostel svatého Bartoloměje (1772)[4]
- Janov nad Nisou, kostel svatého Jana Křtitele (1773)[4]
- Dětřichov, kostel svaté Anny (1778)[2]
- Hejnice, kostel Navštívení Panny Marie (1778)[2]
- Mníšek, kostel svatého Mikuláše (1778)[2]
- Jindřichovice pod Smrkem, kostel Nejsvětější Trojice (1782)[2]
- Ludvíkov pod Smrkem, kostel svatého Petra a Pavla (1782)[2]
- Nové Město pod Smrkem, kostel svaté Kateřiny (1798)[2]
- Krásný Les, kostel svaté Heleny (1803)[2]
- Horní Řasnice, kostel Neposkvrněného početí Panny Marie (1804)[2]